# 감지금니대방광불화엄경입불사의해탈경계보현행원품
감지금니대방광불화엄경입불사의해탈경계보현행원품정원본(紺紙金泥大方廣佛華嚴經入不思議解脫境界普賢行願品貞元本)은 감지에 금가루로 화엄경 34권을 쓴 것이다. 첫머리에는 원나라의 안새한이 부모를 기리기 위해 만들었다고 쓰여 있다. 1984년 5월 30일 대한민국의 보물 제752호로 지정되었다.

## 개요
대방광불화엄경은 줄여서 ‘화엄경’이라고 부르기도 하며, 부처와 중생이 둘이 아니라 하나라는 것을 중심사상으로 하고 있다. 화엄종의 근본경전으로 법화경과 함께 한국 불교사상 확립에 중요한 영향을 끼친 경전이다. 
감지금니대방광불화엄경입불사의해탈경계보현행원품(紺紙金泥大方廣佛華嚴經入不思議解脫境界普賢行願品)은 당나라 반야(般若)가 번역한『화엄경』정원본 40권 가운데 권34에 해당하며, 보현보살이 선재동자에게 부처의 공덕을 얻기 위해 닦아야 할 10가지 계율을 설법한 보현행원품의 내용이 들어있다. 검푸른 종이에 금가루를 사용하여 그림을 그리고 글씨를 썼으며, 병풍처럼 펼쳐서 볼 수 있는 형태로 되어 있고 접었을 때의 크기는 세로 34cm, 가로 11.5cm이다. 
권의 첫머리에는 고려 충숙왕 복위 3년(1334)에 원나라의 안새한이 부모의 훌륭한 가르침을 기리기 위하여 만들었음을 알 수 있는 간행기록이 있다. 이어 설법한 내용을 요약하여 그린 변상도(變相圖)가 금색으로 세밀하게 그려져 있으며, 그 뒤에는 본문이 역시 금색으로 쓰여져 있다. 
개인의 뜻에 의해 만든 것이기는 하나 그 품격이 정교하고, 고려시대 불경의 격식을 제대로 갖추고 있어 귀중한 자료로 평가되고 있다. 

## 참고 자료
- 감지금니대방광불화엄경입불사의해탈경계보현행원품 - 국가유산청 국가유산포털